# Sjevernouzbečki jezik
Sjevernouzbečki jezik (ISO 639-3: uzn; özbek), altajski jezik istočnoturkijske skupine kojim govori 18 817 600. Većina govornika (Uzbeci) živi u Uzbekistanu 16 500 000 (UN, 1995.), a ostali po drugim azijskim zemljama, 873 000 u Tadžikistanu; 317 000 u Turkmenistanu; i svega 5000 u Kini (A. Chentgshiliang 2000) od 12 370 etničkih.
U Uzbekistanu je službeni jezik. Dijalekti su mu kipčački (kipchak, kypchak) i karlučki (karluk, qarlug),

## Vanjske poveznice
- Ethnologue (14th)
- Ethnologue (15th)